# Аль-Аср
Аль-’Аср (араб. العصر — Предвечернее время) — сто третья сура Корана. Сура мекканская.  Состоит из 3 аятов.

## Содержание
В этой суре говорится, что человек несёт убытки в своих делах, кроме верующих, которые совершают благочестивые деяния, побуждая друг друга придерживаться истины, то есть всего доброго, побуждая друг друга к терпению, выполняя то, что им велено, и удерживаясь от запретного..

 Клянусь предвечерним временем (или временем)! ۝ Воистину, каждый человек в убытке, ۝ кроме тех, которые уверовали, совершали праведные деяния, заповедали друг другу истину и заповедали друг другу терпение! 
—  103:1—3 (Кулиев)